# Christi-Auferstehungs-Kathedrale

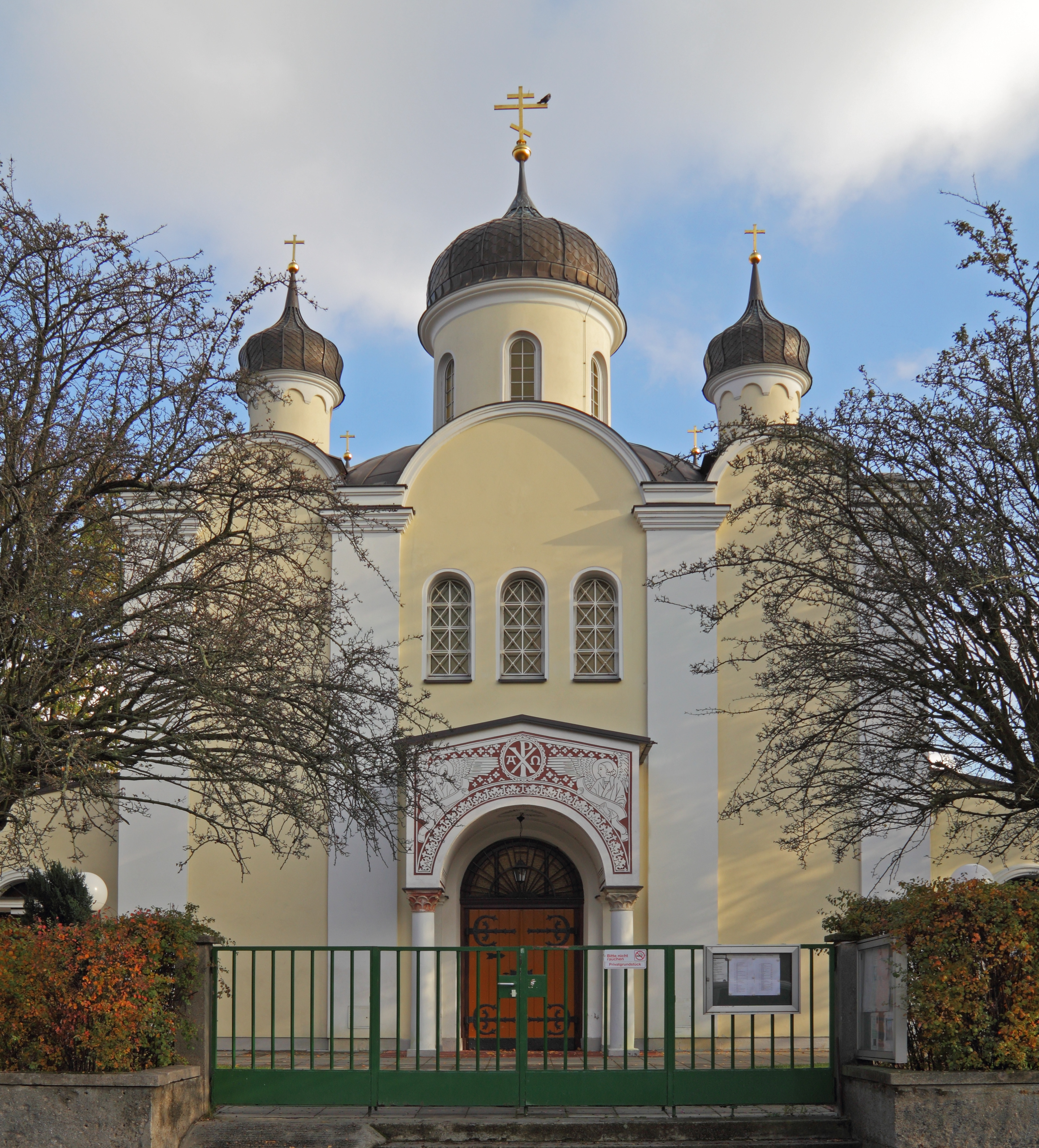
Christi-Auferstehungs-Kathedrale

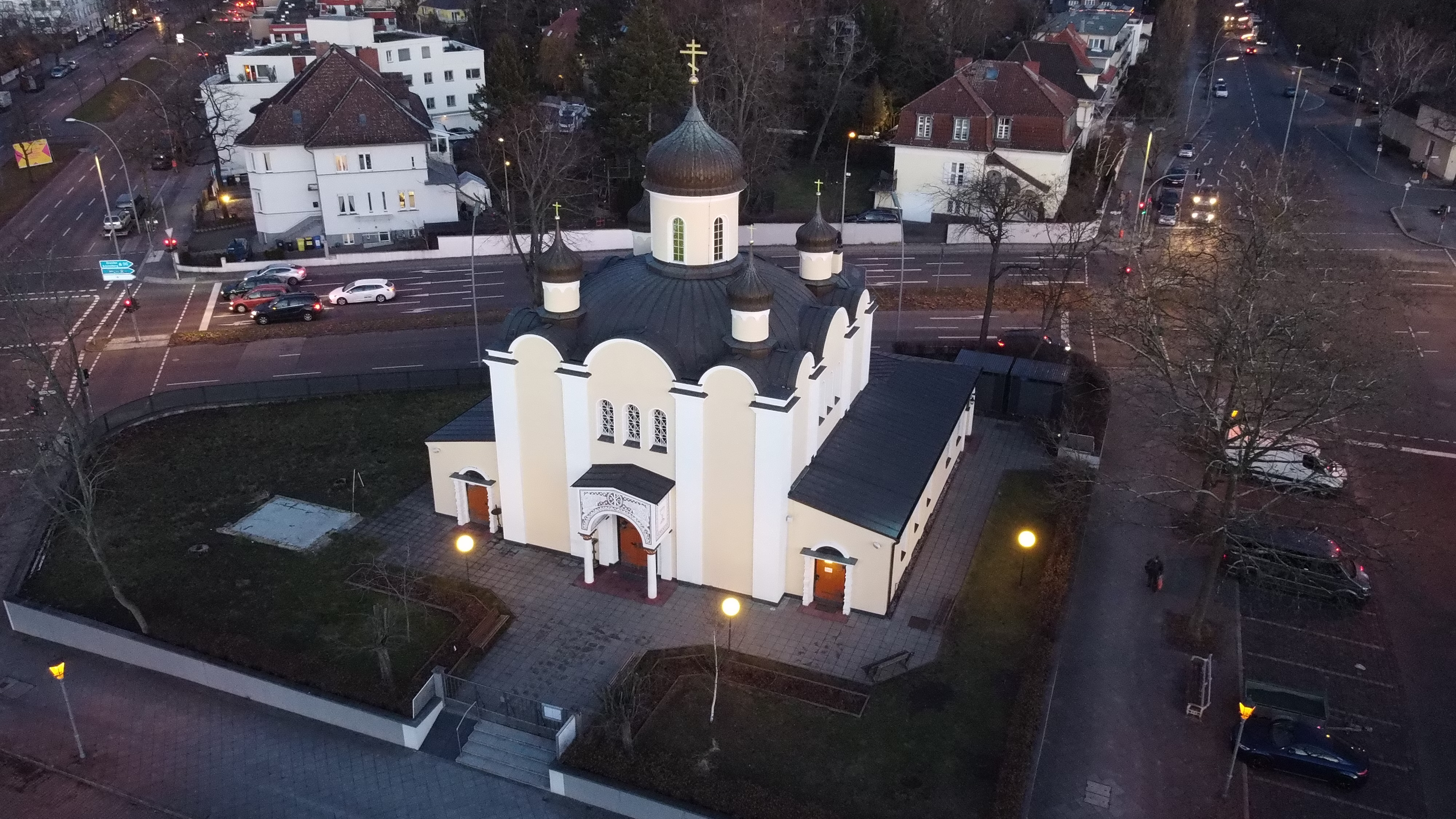
Russisch-Orthodoxe Kirche in Berlin-Wilmersdorf

Die Christi-Auferstehungs-Kathedrale ist ein Kirchenbau der Berliner Diözese der Russischen Orthodoxen Kirche im Berliner Ortsteil Wilmersdorf des Bezirks Charlottenburg-Wilmersdorf.

## Baugeschichte
Die Kirche wurde zwischen 1936 und 1938 von der preußischen Bau- und Finanzdirektion durch Karl Schellberg am Hohenzollerndamm 166 auf dem heutigen Hoffmann-von-Fallersleben-Platz als Ersatz für einen Vorgängerbau am Hohenzollerndamm 33 Ecke Ruhrstraße errichtet, nachdem der Raum von der NSDAP beansprucht worden war.

## Architektur
Die Kirche hat die Form einer dreischiffigen Basilika im russisch-byzantinischen Stil mit Dachkuppel, runder Laterne und auffälliger blauer Zwiebelhaube, sowie vier kleinen Zwiebeltürmchen in den Dachzwickeln errichtet. Sie wurde am 13. Mai 1938 eingeweiht.
Die Ikonostase stammt aus dem Vorgängerbau, ursprünglich aus einer alten Garnisonskirche in Mińsk Mazowiecki bei Warschau.
Im Jahr 2011 erwarb die Russisch-Orthodoxe Kirche des Moskauer Patriarchats das Grundstück, für das sie bis dahin ein Erbbaurecht hatte.